# Делянский, Семён Григорьевич
Семён Григо́рьевич Деля́нский (15 сентября 1926, Дальневосточный край, СССР — 17 июля 1997, Аянка, Камчатский край, Россия) — звеньевой оленеводческого совхоза «Полярная звезда» Пенжинского района Корякского национального округа, Герой Социалистического Труда (1971).

## Биография
Родился 15 сентября 1926 года в Дальневосточном крае, на территории современного Пенжинского района Корякского округа Камчатского края, в семье кочевника-оленевода. По национальности эвен.
С детства помогал родным пасти оленей. В 1941 году трудоустроился оленеводом в только что основанный колхоз «Полярная звезда» (центральная усадьба — село Аянка Пенжинского района). В 8-ю пятилетку (1966—1970) стадо оленей, закреплённое за членами семьи Семёна Григорьевича, показало лучшие результаты по приплоду молодняка и весу при переводе оленят в основное стадо, сам он становился участником Выставки достижений народного хозяйства (ВДНХ) СССР.
Указом Президиума Верховного Совета СССР от 8 апреля 1971 года «за выдающиеся успехи, достигнутые в развитии сельскохозяйственного производства и выполнении пятилетнего плана продажи государству продуктов земледелия и животноводства» удостоен звания Героя Социалистического Труда с вручением ордена Ленина и золотой медали «Серп и Молот».
Позже возглавлял бригаду оленеводов в родном совхозе. Умер в Аянке 17 июля 1997 года..
Избирался делегатом XXIV съезда КПСС (1971). Награждён орденом Ленина (08.04.1971), медалями, в том числе получил медаль «В ознаменование 100-летия со дня рождения Владимира Ильича Ленина» и медаль ВДНХ СССР.